# 雲影 (航空機)
雲影（中国語：云影）
ドバイ航空ショー2017での展示
- 用途：高高度偵察、攻撃
- 設計者：成都飛機工業公司
- 製造者：成都飛機工業公司
- 運用者：中国人民解放軍空軍
- 運用状況：現役

雲影（中国語: 云影、拼音: Yún yǐng、英語: AVIC Cloud Shadow）は、ステルス性を有する高高度飛行能力を持つ無人偵察機/攻撃機である。

## 概要
2016年に中国国際航空宇宙博覧会で初公開された。
ISR（情報・監視・偵察）用と攻撃用の二種のバリエーションがある。攻撃用には、翼下に6個のハードポイントを持ち、FT-7(飛騰-7)滑空誘導爆弾、LS6(雷石-6)(LS-6制导炸弹、滑空レーザー誘導爆弾)、BBM3（YL-12）GPS誘導爆弾、CS/BBM2（YL-14）‐100kg誘導爆弾、蓝箭-7/21空対地ミサイル、AG300/M空対地ミサイル、YJ-9E（鹰击9E）対艦ミサイル等が携行できる。

## 翼竜10

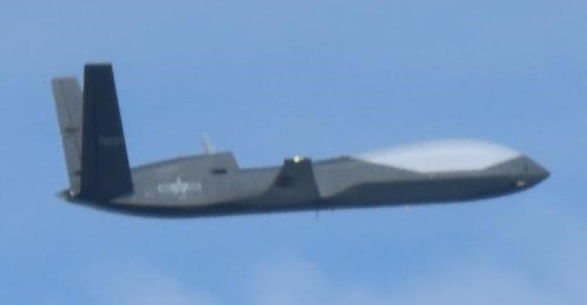
日本の防空識別圏で撮影された機体（2024年5月）

2020年10月31日、「2020南昌飛行大会」で公開された新型ステルス無人攻撃偵察機「翼竜10（簡体字：翼龙-10）」は従来の翼竜シリーズのようなピストンエンジンやターボプロップエンジンではなく、ターボファンエンジン（ZF850）を搭載するなど雲影の設計に基づいて開発されており、同年8月には中国気象局が台風の観測任務で運用したことも報じられていた。
中国人民解放軍では、無偵-10（簡体字：无侦-10、英語：WZ-10）の名前で採用された。2022年11月9日に中国で行われた航空ショーで無偵-10として、初めて一般公開された。2024年5月27日、東シナ海の日本の防空識別圏にて初めて確認され、无侦10（あるいは翼龙-10）を防衛省統合幕僚監部はWL-10偵察・攻撃型無人機と称した。

## 仕様
仕様性能
- 操縦員： 無人
- エンジン：WP-11C turbojetｘ１もしくはAEF50E x2機
- 全長： 9 m (29 ft 6 in)
- 翼幅： 20 m (65 ft 7 in)
- 全高： 3.66 m (12 ft 0 in)
- 空虚重量： 2,300 kg (5,071 lb)
- 最大離陸重量： 3,200 kg (7,055 lb)

機体の性能
- 巡航速度：620 km/h (385 mph; 335 kn)
- 滞空時間：推測値 6時間（WP-11C）、8時間（AEF50Eｘ２機）[12]
- 実用上昇限度： 15,000 m (49,000 ft)